# Itaberá
Itaberá é um município brasileiro do estado de São Paulo. Sua população estimada em 2004 era de 19.430 habitantes. O município é formado pela sede e pelos distritos de Engenheiro Maia, Tomé e Turiba do Sul (que inclui o povoado de Cerrado).

## Topônimo
O topônimo atual origina-se no tupi “ itá-berá “, que significa pedra brilhante.

## História

### Origem
O povoamento das terras entre os rios Verde e Taquari começou no fim do século XVII, em decorrência da migração de habitantes de áreas de mineração ou de produção do açúcar, mas foi a chegada dos mineiros José Rodrigues Simões, Francisco Antônio da Silva e Antônio Joaquim Diniz, que, em 1862,doaram gleba para formação de um patrimônio, na elevação entre os córregos da Água Limpa e Lavapés, afluentes da margem esquerda do ribeirão das Lavrinhas.
Nesse local, foi erguida a capela de Nossa Senhora da Conceição de Lavrinhas, na antiga Vila de São João Batista do Rio Verde (atual Município de Itaporanga).
Em 1914 a antiga capela foi demolida, dando lugar à igreja Matriz de hoje.
Em março de 1871 foi elevada à freguesia e incorporada à Vila de Itapeva da Faxina, passando a Município (Vila) em abril de 1891, com o nome simplificado para Lavrinha, que em 1905 foi denominada Itaberá.

### Formação territorial-administrativa
Histórico da formação do município:
- Freguesia criada com a denominação de Lavrinha ou Lavrinhas, por Lei Provincial no 16, de 09 de março de 1871, no Município de São João Batista do Rio Verde.
- Lei Provincial no 69, de 20 de abril de 873, transfere o distrito do Município de São joão Batista do Rio Verde (Atual Itaporanga) para o de Faxina (Atual Itapeva).
- Elevado a categoria de vila com a denominação de Conceição de Lavrinha, por Decreto Estadual no 192, de 08 de abril de 1891, desmembrado de Faxina. Constituído do Distrito Sede. Sua instalação verificou-se no dia 25 de abril de 1891.

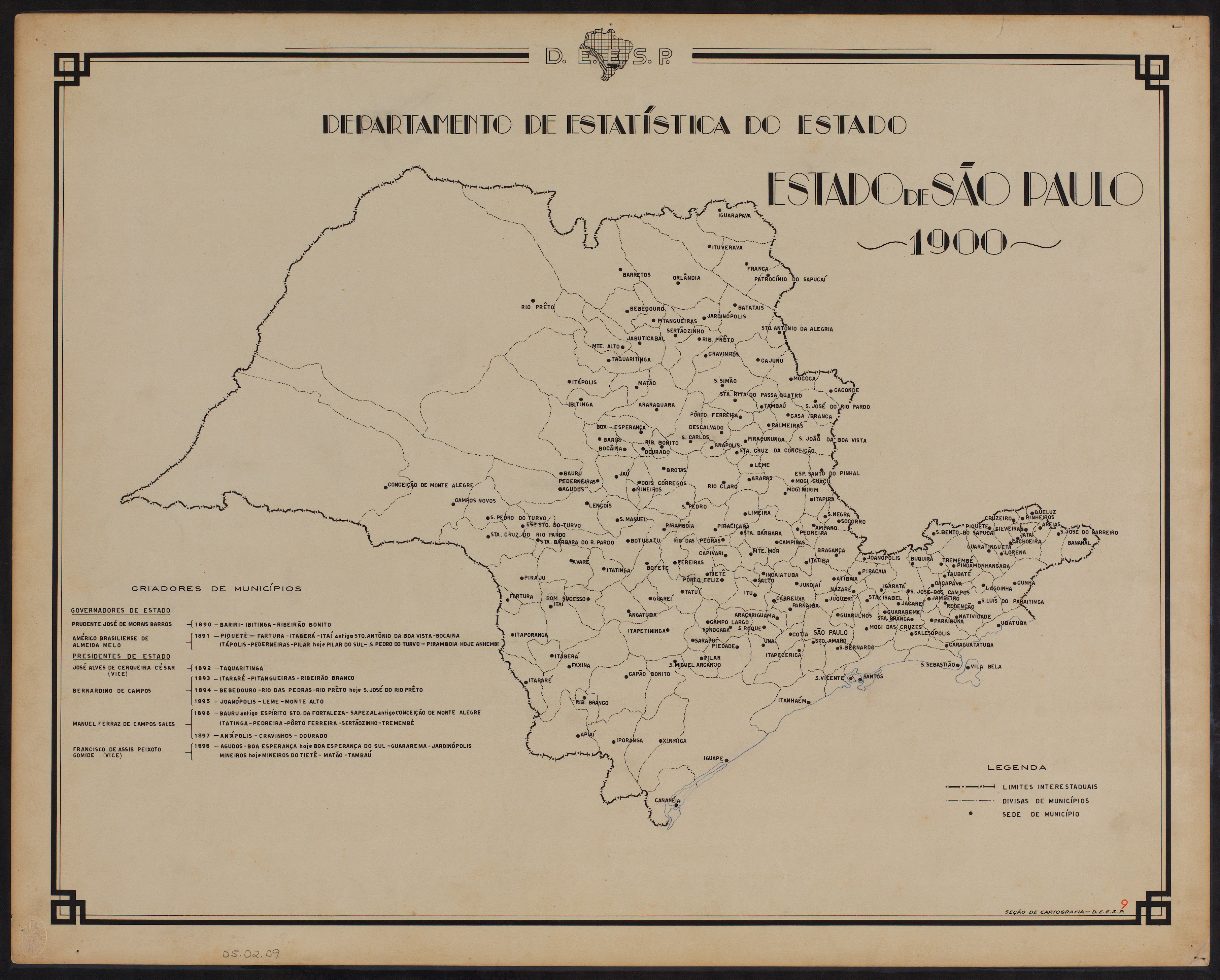
Estado de São Paulo (1900).

- Tomou a denominação de Itaberá por Lei Estadual n.º 975, de 20 de dezembro de 1905.
- Cidade por Lei Estadual nº 1038, de 19 de dezembro de 1906.
- Lei Estadual no 5285, de 18 de fevereiro de 1959, cria o Distrito de Turiba do Sul e incorpora ao Município de Itaberá.

## Geografia
Localiza-se a uma latitude 23º51'43" sul e a uma longitude 49º08'14" oeste, estando a uma altitude de 651 metros.

### Hidrografia
- Rio Taquari
- Rio Verde
- Ribeirão das Lavrinhas
- Rio Pirituba

### Rodovias
- SP-249
- SP-267
- SP-275

## Demografia
Dados do Censo - 2000
População total: 20.357
- Urbana: 11.100
- Rural: 7.811
- Homens: 9.597
- Mulheres: 9.314

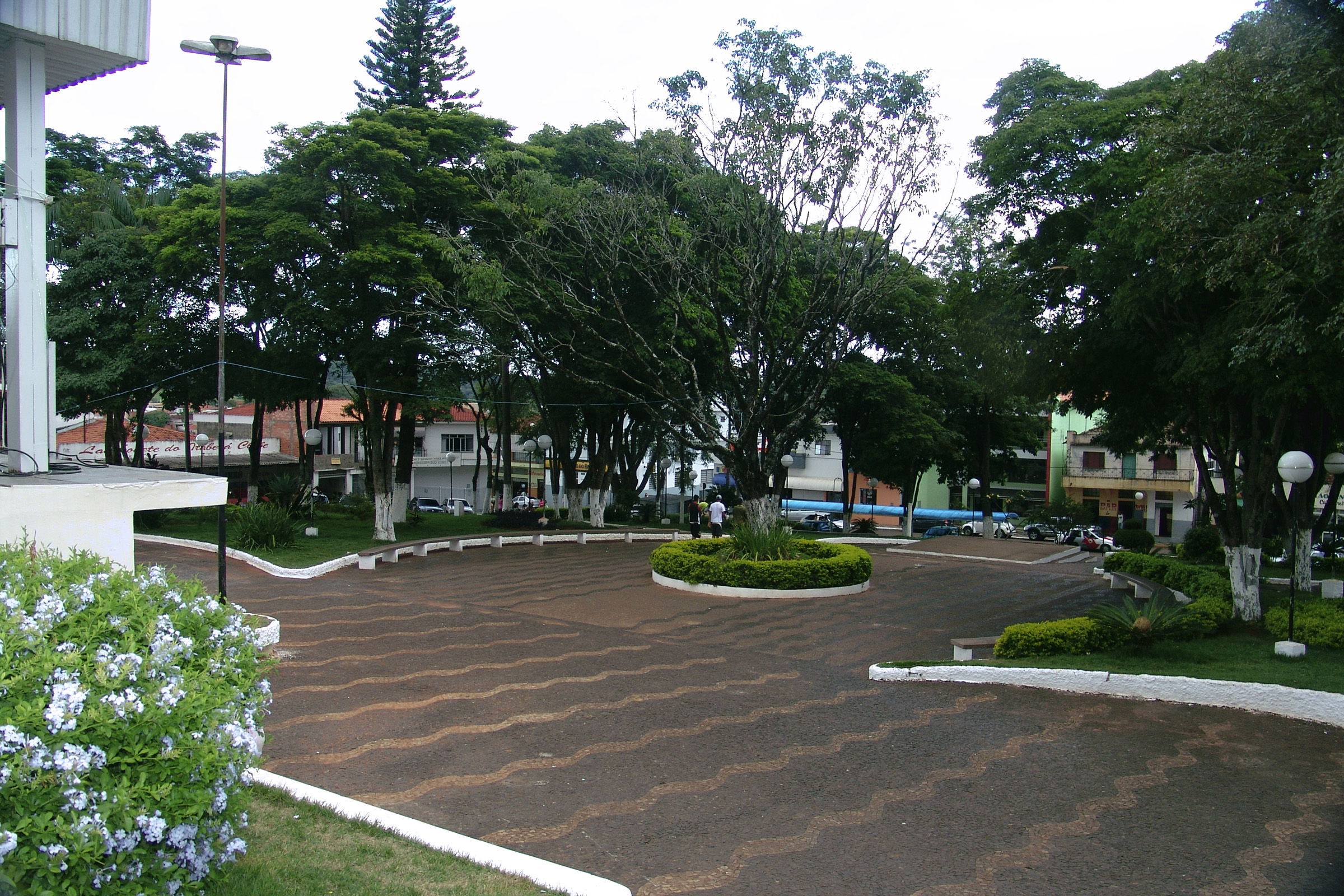
Praça central

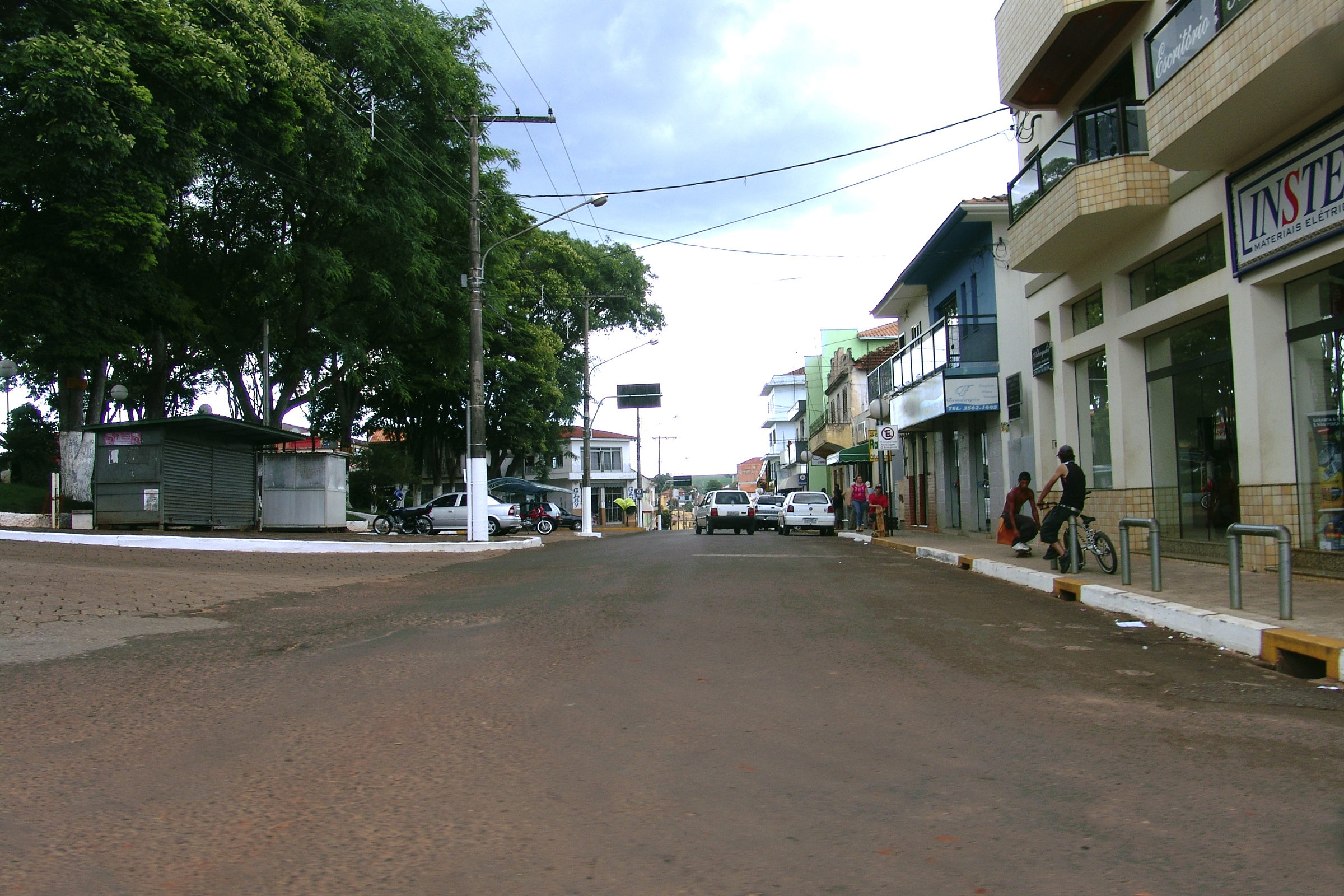
Rua no centro

Densidade demográfica (hab./km²): 17,46
Mortalidade infantil até 1 ano (por mil): 20,18
Expectativa de vida (anos): 69,07
Taxa de fecundidade (filhos por mulher): 3,16
Taxa de alfabetização: 88,97%
Índice de Desenvolvimento Humano (IDH-M): 0,735
- IDH-M Renda: 0,628
- IDH-M Longevidade: 0,735
- IDH-M Educação: 0,843

(Fonte: IPEADATA)

## Infraestrutura

### Transportes
- Empresa Auto Ônibus Manoel Rodrigues
- Expresso Amarelinho
- Joia/Transpen

### Comunicações
O sistema de telefones automáticos foi inaugurado na cidade em 1977 pela Telecomunicações de São Paulo (TELESP), que também implantou o sistema de discagem direta à distância (DDD) em 1980 com o código de área (0155). Anteriormente a cidade era atendida pela Companhia de Telecomunicações do Estado de São Paulo (COTESP).
Na década de 90 o código DDD da cidade foi alterado para (015), para padronização do sistema telefônico com a telefonia celular que estava sendo implantada em todo o estado.

## Religião

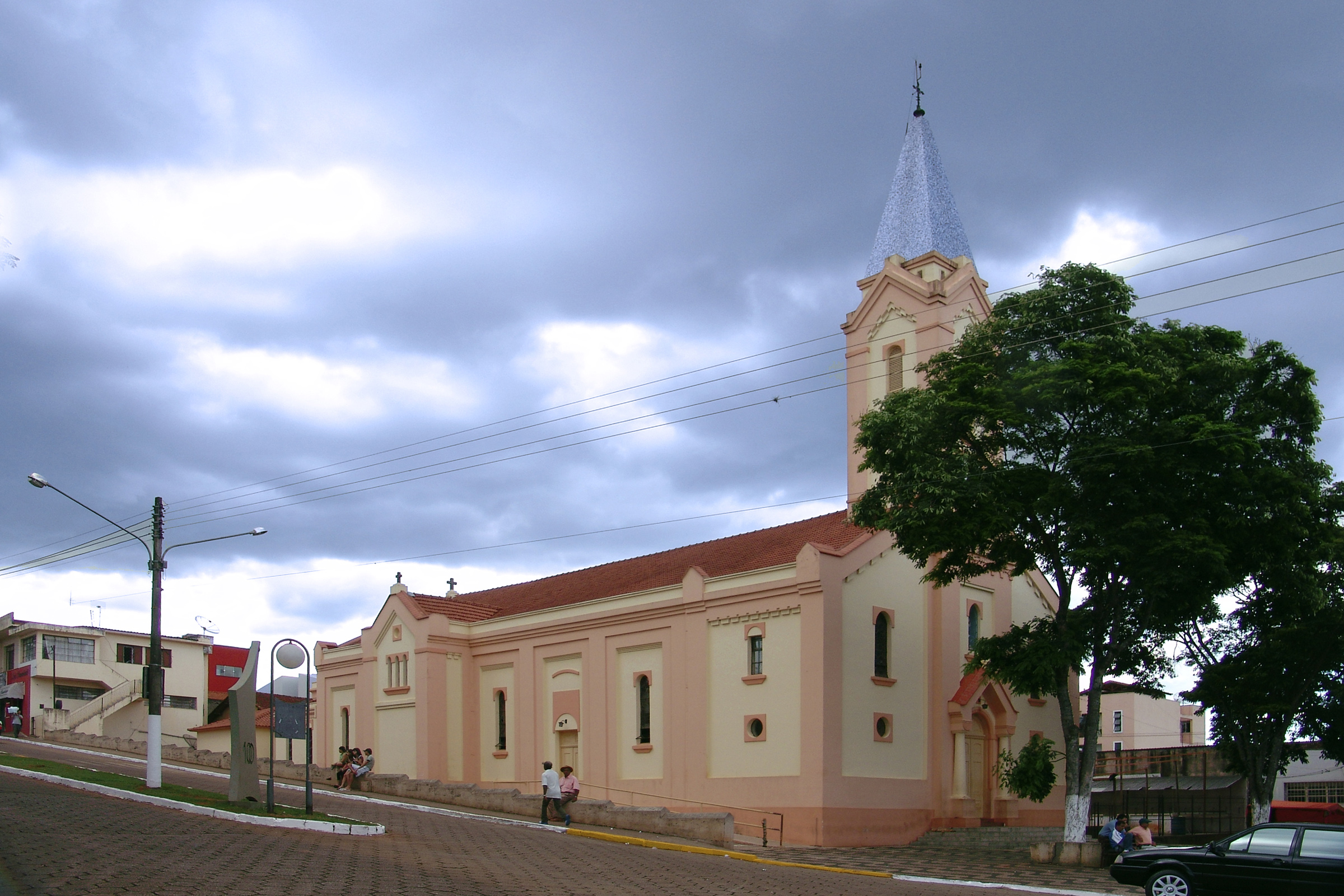
Igreja matriz

O Cristianismo se faz presente na cidade da seguinte forma:

### Igreja Católica
- A igreja faz parte da Diocese de Itapeva.[13]

### Igrejas Evangélicas
- Assembleia de Deus Ministério do Belém.[14][15]
- Congregação Cristã no Brasil.[16]
- Igreja Presbiteriana Independente do Brasil.[17]